# Marche du Dondeuil
La Marche du Dondeuil est une compétition de course nature (Skyrunning) créée en 1974, qui s'est déroulée jusqu'en 2008 dans la commune d'Issime, dans la moyenne vallée du Lys en Vallée d'Aoste.
Elle a lieu l'avant-dernier ou le dernier dimanche d'août, et constitue une étape du championnat régional course nature organisé par l'Association valdôtaine « Martze à pia » (nom en patois valdôtain signifiant en français course à pied). C'est l'une des plus anciennes compétitions de course dans la nature de la Vallée d'Aoste.

## Description
Le départ se situe sur la place abbé Jean-Jacques Christillin, à Duarf, au chef-lieu d'Issime (953 mètres). Les participants rejoignent ensuite le village de Rollie (ou Rollji en Töitschu) et ensuite le lieu-dit Saint-Grat (1 667 mètres), dans le vallon de Scheity (torrent Walkchunbach). Ils remontent ensuite vers le col Dondeuil (en Töitschu, le patois issimois, Mühnu Vùrkù), ils traversent un petit plateau pour rejoindre enfin le lieu-dit Munes (2 021 mètres), où se situent la petite chapelle Notre-Dame-des-Neiges et le tour de la bouée.
La descente prévoit le même parcours, jusqu'à l'arrivée au chef-lieu d'Issime (Duarf), avec 15,8 kilomètres totaux et un dénivelé de 1065 mètres environ.